# Athyreus nitidus
Athyreus nitidus là một loài bọ cánh cứng trong họ Geotrupidae. Loài này được Howden miêu tả khoa học năm 1978.